# Plan Molotov

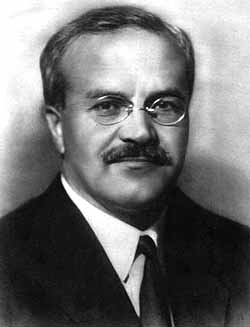
Fotografía de 1939 de Viacheslav Mólotov

El Plan Mólotov era el sistema creado por la Unión Soviética en 1947 y tenía el fin de proporcionar ayuda a la reconstrucción de los países de Europa oriental que fueron alineados política y económicamente a la Unión Soviética. Se puede equiparar a una versión soviética del Plan Marshall, ya que por razones políticas los países de Europa oriental no podrían unirse a este sin salir de la esfera de influencia soviética. El Ministro de Asuntos Exteriores soviético Viacheslav Mólotov rechazó el Plan Marshall (1947), proponiendo el Plan de Mólotov -patrocinado por la Unión Soviética grupo económico que finalmente se amplió para convertirse en el CAME. 
El plan consistió en una serie de acuerdos comerciales bilaterales, que también estableció CAME económica para crear una alianza de países socialistas. 
La URSS implementó como respuesta al Plan Marshall el llamado Plan Mólotov, el cual consistía en destinar una parte del presupuesto específicamente para la ayuda económica de países como Polonia, Hungría, Rumania, Checoslovaquia, Bulgaria, Albania y Alemania del Este. Posteriormente hacia el año de 1949, se funda el COMECON (Consejo de Ayuda Mutua Económica), con el proceso de acelerar el progreso económico técnico e industrial de los países satélite de la URSS.

## Países dentro del Plan Mólotov
- Unión Soviética
- Alemania Oriental
- Polonia
- Checoslovaquia
- Rumanía
- Bulgaria
- Hungría

- Datos: Q706982